# SMASH王座
SMASH王座（スマッシュおうざ）は、SMASHが管理・認定していた王座。

## 概要
2011年3月25日、トミー・ドリーマーからチャンピオンベルトが贈られ、女子のSMASHディーバ王座と共に創設。
初代王座決定トーナメントは同年6月9日の『SMASH.18』より始まり、SMASHをはじめ国内から14人、フィンランドのFCFから8人が参加した。『SMASH.18』と7月15日の『SMASH.19』にて1回戦7試合、8月11日の『SMASH.20』にてFCF予選を勝ち上がったスターバックを加え2回戦を行った。9月8日の『SMASH.21』での準決勝を経て、10月28日の『SMASH.22』にて行われた決勝戦でスターバックがTAJIRIに勝利し、初代王座を獲得した。
2012年2月19日、東京ドームシティホールで行われた『SMASH.25』にて第2代王者のデーブ・フィンレーが初防衛に成功後、王座を返上。3月14日、後楽園ホールで行われた『SMASH.FINAL』にて団体の活動休止に伴い、王座封印。
2024年11月8日、新宿FACEで行われた『黒潮TOKYOジャパン自主興行”みんながもっと東京日本を好きになる”』にて同王座が12年ぶりに復活。

## 歴代王者
| 歴代  | 王者               | 戴冠回数 | 防衛回数 | 獲得日         | 獲得場所 備考（対戦相手）                           |
| ----- | ------------------ | -------- | -------- | -------------- | --------------------------------------------------- |
| 初代  | スターバック       | 1        | 0        | 2011年10月28日 | 後楽園ホール （TAJIRI）                             |
| 第2代 | デーブ・フィンレー | 1        | 1        | 2011年11月24日 | 後楽園ホール 2012年2月19日王座返上、3月14日王座封印 |
| 第3代 | 黒潮TOKYOジャパン  | 1        | 0        | 2024年11月08日 | 新宿FACE 2024年11月8日王座復活（木藤拓也）          |
| 第4代 | 芦野祥太郎         | 1        | 0        | 2024年11月08日 | 新宿FACE                                            |
| 第5代 | 立花誠吾           | 1        | 2        | 2025年01月13日 | 後楽園ホール 4WAYマッチ（児玉裕輔、羆嵐）           |